# Елагино (Бережанская волость)
Елагино — деревня в Бережанской волости Островского района Псковской области.
Расположена в 16 км к юго-востоку от города Остров на берегу реки Великой.
Постоянное население по состоянию на 2000 год отсутствовало.